# The Knockout
The Knockout (Charlot árbitro) es un cortometraje estadounidense dirigido por Charles Avery y estrenado el 11 de junio de 1914. Charles Chaplin tiene un papel menor, en tanto que Roscoe Arbuckle representa el del protagonista. 

## Sinopsis
Dos vagabundos deciden fingir una pelea de exhibición de boxeo para un promotor. En tanto Pug, un tipo de buen corazón pero alborotador, enfrenta un grupo de atrevidos que molesta a su novia. Impresionados por sus habilidades deciden hacerlo pasa por Cyclone Flynn, el campeón, y hacerlo participar de un encuentro de boxeo. Pero aparece el verdadero Cyclone Flynn y se enfrentan dentro y fuera del cuadrilátero con los consiguientes golpes, bataholas, corridas, etc.

## Reparto
- Roscoe Arbuckle - Pug
- Minta Durfee (1889 – 1975)  - Novia de Pug
- Edgar Kennedy - Cyclone Flynn
- Charles Chaplin - Árbitro.
- Frank Opperman (1861 – 1922) - Promotor de boxeo
- Al St. John - Rival de Pug
- Hank Mann (David William Lieberman: 1888 - 1971) - Matón.
- Mack Swain - Apostador.

## Comentario
Chaplin tiene un papel menor como el árbitro que no es obedecido, que recibe golpes, se cae, etc. Es una película mediocre con una acción que avanza laboriosamente. A pesar de que Arbuckle encarna al protagonista principal, al ser estrenada, Mack Sennett colocó a Chaplin como la estrella de la película debido a una pelea con aquel.